# Yasuhiko Okudera
Yasuhiko Okudera (奥寺 康彦, Okudera Yasuhiko, Akita, 12 maart 1952) is een Japans voormalig voetballer die als middenvelder speelde.

## Clubcarrière
In 1967 ging Okudera naar de Sagami Institute of Technology High School, waar hij in het schoolteam voetbalde. Nadat hij in 1970 afstudeerde, ging Okudera spelen voor Furukawa Electric. In 8 jaar speelde hij er 100 competitiewedstrijden en scoorde 36 goals. Met deze club werd hij in 1976 kampioen van Japan. Okudera veroverde er in 1976 de Beker van de keizer in 1977 de JSL Cup. Okudera speelde tussen 1977 en 1986 voor Köln, Hertha Berlin en Werder Bremen. Hij tekende in 1986 bij Furukawa Electric. Okudera veroverde er in 1986 de JSL Cup. Okudera beëindigde zijn spelersloopbaan in 1988.

## Japans voetbalelftal
Yasuhiko Okudera debuteerde in 1972 in het Japans nationaal elftal en speelde 32 interlands, waarin hij 9 keer scoorde.

## Statistieken
| Japans voetbalelftal | Japans voetbalelftal | Japans voetbalelftal |
| Jaar                 | Wed.                 | Dlp.                 |
| -------------------- | -------------------- | -------------------- |
| 1972                 | 6                    | 1                    |
| 1973                 | 0                    | 0                    |
| 1974                 | 0                    | 0                    |
| 1975                 | 5                    | 0                    |
| 1976                 | 8                    | 7                    |
| 1977                 | 4                    | 0                    |
| 1978                 | 0                    | 0                    |
| 1979                 | 0                    | 0                    |
| 1980                 | 0                    | 0                    |
| 1981                 | 0                    | 0                    |
| 1982                 | 0                    | 0                    |
| 1983                 | 0                    | 0                    |
| 1984                 | 0                    | 0                    |
| 1985                 | 0                    | 0                    |
| 1986                 | 4                    | 0                    |
| 1987                 | 5                    | 1                    |
| Totaal               | 32                   | 9                    |